# Juan Pedro Benali
Juan Pedro Benali Hammou (España, 25 de marzo de 1969) más conocido como "Juan Pedro Benali" es un entrenador de fútbol hispano-marroquí. Actualmente dirige al Ittihad Tanger de la Botola Pro, la máxima categoría del fútbol en Marruecos.

## Trayectoria
Juan Pedro Benali dio sus primeros pasos como entrenador en el CD Las Rozas de Madrid durante la temporada 1997-98. En 1999, ejercería como asistente del italiano Claudio Ranieri en el Atlético de Madrid.
Más tarde, se marchó a Marruecos para dirigir al Chabab Mohammedia de la Primera División y también al Ittihad Zermourri (1999/00), del mismo país y categoría. 
En la temporada 2000-01, estuvo al frente del Al Gharrafa de Catar y en las siguientes temporadas estuvo al mando del Sharjah Club y del Al-Khaleej Sports & Cultural Club, ambos de Emiratos Árabes Unidos.
En 2006 llegó a Japón para formar parte del staff técnico de Stuart Baxter en el Vissel Kobe.A la partida de Baxter del equipo cogido las riendas y subió al equipo a primera división 
Durante la 2007-2008, formaría parte de la secretaría técnica del Real Racing Club de Santander y más tarde, de 2010 a 2014 dirigió la Academia de Deportes de España en Emiratos Árabes Unidos.
A su regreso en 2014, dirigiría durante dos años un centro de fútbol de alto rendimiento en La Manga Club para formar futbolistas.
Juan Pedro tiene gran experiencia en el fútbol marroquí donde ha estado en dos etapas diferentes como director deportivo del Mogreb Atlético Tetuán (2016 y 2019) y también estaría al frente del banquillo del Chabab Rif Al Hoceima otras dos etapas. Dirigió al Chabab Rif Al Hoceima entre los meses de julio de 2017 y agosto de 2018 con un balance de cinco victorias, seis empates y cuatro derrotas.
En enero de 2020, firma con contrato con Ittihad Tanger de la Botola Pro, la máxima categoría del fútbol en Marruecos. En agosto de 2020, se conoce la noticia que el club marroquí es obligado a jugar con 26 jugadores positivos por Covid-19. En octubre de 2020, lograría la permanencia con el conjunto marroquí.
El 18 de marzo de 2021, se convierte en entrenador del RS Berkane de la Botola Pro, la máxima categoría del fútbol en Marruecos, al que dirige hasta el final de la temporada.
El 18 de abril de 2022, firma como entrenador del Ittihad Tanger de la Botola Pro, la máxima categoría del fútbol en Marruecos.

## Clubes
| Club                                        | País                              | Año             |
| ------------------------------------------- | --------------------------------- | --------------- |
| CD Las Rozas                                | Bandera de España                 | 1997-1999       |
| Ittihad Khemisset                           | Bandera de Marruecos              | 1999-2000       |
| SCC Mohammédia                              | Bandera de Marruecos              | 2000            |
| Al-Gharafa Sports Club                      | Bandera de Catar                  | 2001            |
| Club Olympique des Transports               | Bandera de Túnez                  | 2001-2002       |
| Sarja Football Club                         | Bandera de Emiratos Árabes Unidos | 2002-2003       |
| Al-Khaleej Sports & Cultural Club           | Bandera de Emiratos Árabes Unidos | 2003-2004       |
| Vissel Kobe (2ºy 1er entrenador)            | Bandera de Japón                  | 2006-2007       |
| Real Racing Club de Santander (Asistente)   | Bandera de España                 | 2007-2008       |
| Mar Menor Fútbol Club (2º entrenador)       | Bandera de España                 | 2015-2016       |
| Mogreb Atlético Tetuán (Director deportivo) | Bandera de Marruecos              | 2016-2017       |
| Chabab Rif Al Hoceima                       | Bandera de Marruecos              | 2017-2018       |
| Chabab Rif Al Hoceima                       | Bandera de Marruecos              | 2019            |
| Mogreb Atlético Tetuán (Director deportivo) | Bandera de Marruecos              | 2019-2020       |
| Ittihad Tanger                              | Bandera de Marruecos              | 2020            |
| RS Berkane                                  | Bandera de Marruecos              | 2021            |
| Ittihad Tanger                              | Bandera de Marruecos              | 2022-Actualidad |